# ألاستير كوك
ألاستير كوك (بالإنجليزية: Alastair Cook) (و. 1984  م) هو لاعب كريكت بريطاني، ولد في غلوستر.

## التعليم
تعلم في مدرسة كاتدرائية القديس بولس ‏، وتعلم في مدرسة بيدفورد ‏
.

## جوائز
حصل على جوائز منها:
- عضو رتبة الإمبراطورية البريطانية
- Freedom of the City [الإنجليزية]‏
- لاعب كريكت ويسدن للسنة  [لغات أخرى]‏
- Cricket Writers' Club Young Cricketer of the Year [الإنجليزية]‏
- NBC Denis Compton Award [الإنجليزية]‏
- نيشان الامبراطورية البريطانية من رتبة قائد

## روابط خارجية
- ألاستير كوك على موقع إي آس بي آن كريك إنفو (الإنجليزية)
- ألاستير كوك على موقع ويزدن الهند (الإنجليزية)
- ألاستير كوك على موقع ويزدن الهند (الإنجليزية)